# 頼實正弘
頼實 正弘（頼実 正弘、よりざね まさひろ、1919年6月21日 - 2024年4月7日）は、日本の化学工学者である。広島大学名誉教授。
広島大学学長、広島県立大学学長、比治山大学学長、日本伝熱学会副会長などを歴任した。勲二等旭日重光章受章。

## 経歴
広島県生まれ。1937年広島県立広島第一中学校（のちの広島県立広島国泰寺高等学校）卒業。1941年広島高等工業学校（のちの広島大学工学部）機械工学科卒業。
1943年東京工業大学（のちの東京科学大学）化学工学科卒業。東京工業大学の研究助手などを経て、1951年文部教官任官、広島大学講師。1955年広島大学助教授。
1961年には東京工業大学から工学博士の学位を取得。広島大学教授、広島大学評議員、広島大学工学部長を経て、1980年日本学術会議会員。1981年広島大学学長。
広島県立大学学長や、比治山大学学長、第11期日本伝熱学会副会長なども務めた。化学工学会名誉会員、石油学会名誉会員、広島工業会名誉会員。1993年勲二等旭日重光章受章。
2024年4月7日に死去。104歳没。

## 著書
- 『熱力学』科学技術社 1957年